# Give Up the Ghost (album)
Give Up the Ghost è il terzo album in studio della cantautrice folk rock statunitense Brandi Carlile, pubblicato nel 2009.

## Tracce
1. Looking Out – 4:18
2. Dying Day – 3:33
3. Pride and Joy – 4:20
4. Dreams – 3:31
5. That Year – 3:35
6. Caroline – 3:36
7. Before it Breaks – 3:57
8. I Will – 4:09
9. If There Was No You – 2:39
10. Touching the Ground – 3:17
11. Oh Dear – 2:50